# Deferiet
Deferiet är ett municipalsamhälle (village) i Jefferson County i delstaten New York. Vid 2010 års folkräkning hade Deferiet 294 invånare.